# Podocarpus nivalis
Podocarpus nivalis — вид хвойних рослин родини подокарпових.

## Поширення, екологія
Країни поширення: Нова Зеландія (Північ., Півден. о-ви.). Зустрічається на великих висотах у субальпійських і альпійських чагарниках і купинних луках гір Нової Зеландії. Діапазон висот від 800 м до 2500 м над рівнем моря залежно від місцевого клімату. Це вид, який зазвичай повзе низько над скелями, але, коли конкурує з високими травами або у високому рідколіссі може зрости до понадкущового рівня, іноді на кілька метрів ширше, ніж у висоту.

## Використання
Досить часто культивується як декоративний кущ.

## Загрози та охорона
Локальна ерозія, викликана надмірним випасом худоби або введеними оленями, можливо, викликало зниження. Цей вид присутній в кількох національних парках.